# Ochenta y siete
El ochenta y siete (87) es el número natural que sigue al 86 y precede al 88.

## Propiedades matemáticas
- Es un número compuesto, que tiene los siguientes factores propios: 1, 3 y 29. Como la suma de sus factores es 33 < 87, se trata de un número deficiente.
- Un número semiprimo discreto.
- 5! - 4! - 3! - 2! - 1! = 87
- La suma de los cuadrados de los 4 primeros números primos (87 = 22 + 32 + 52 + 72).

## Ciencia
- 87 es el número atómico del francio.
- Objeto astronómico del Catálogo Messier M87 es una galaxia elíptica supergigante en la constelación de virgo.

- Datos: Q285042
- Multimedia: 87 (number) / Q285042